# 중국의 역사

중국의 역사

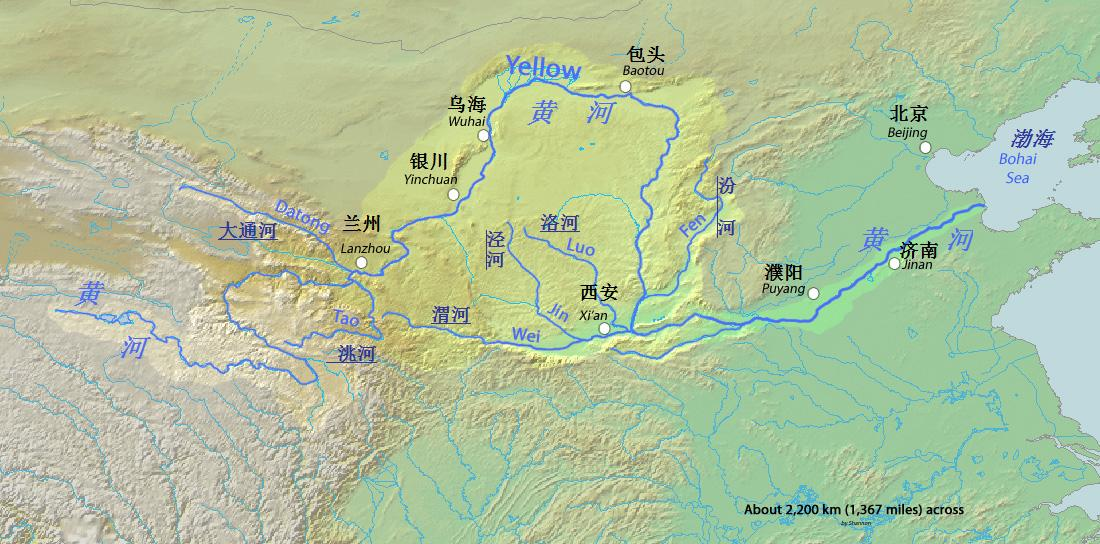
황하

중국의 역사(中國史, 영어: history of China)에 대한 최초의 기록은 기원전 1250년 무정의 통치기인 상나라(기원전 1600~1046년 경)로 거슬러 올라간다. 황하 문명은 여러 다른 문명의 영향을 받았으며 중국 본토에서는 하나라, 상나라, 기나라, 주나라 이래 약 5000년 동안 수많은 여러 왕조가 흥망을 반복해 왔다.
한나라 때는 현재 중국 민족의 대부분을 차지하는 한족이라는 개념이 생겨났고 당나라는 서방의 페르시아, 이슬람 제국, 동로마 제국과의 교류도 하였다. 그러던 중 위, 촉, 오의 연이어진 싸움으로 인해 한나라가 분열되고 합쳐지길 반복하다 한나라는 멸망하게 된다. 한나라의 멸망 이후 한족들이 취약해지고 서진의 멸망 이후로 북방 민족들이 화북 지역에 대대적으로 쳐들어온 뒤부터 수나라가 중국을 통일하기 전까지 화북은 이민족들의 무대가 된다. 한족들이 건국한 송나라 때는 중국 중세 문화가 전성기를 이루었으나 군사력이 너무 약해 주변 이민족들로부터 끊임없는 침략을 받다가 남송이 몽골족의 몽골제국에 의해 멸망함으로써 사라진다. 이후 몽골제국이 4개의 칸국하고 원나라로 분열되었으며 한족들이 몽골족을 몰아내고 명나라를 건국하게 된다. 명나라는 영락제 때 대대적인 영토 확장을 포함해 정화의 원정 등으로 큰 전성기를 맞게 된다. 임진왜란으로 인해 명나라가 약해지자 여진족은 이틈을 타서 후금을 건국한 이후 명나라를 멸망시키고 청나라를 건국하여 지배자로서 중국을 손에 넣고 통치한다. 그러나 19세기에 들어서 제1차 아편 전쟁과 제2차 아편 전쟁에서 청나라가 영국에 패배한 이후, 중국 본토는 "아시아의 병자" 서구 열강의 반식민지로 전락하고 말았고 대만과 만주는 일본 제국에 지배당하고 중국 한족의 남조의 수도로서 상징적이던 난징은 이민족에게 유린당했던 것처럼 현대에는 일본 제국에 의해 난징 대학살과 강간으로 유린당한다. 홍콩은 영국이 지배했으며 마카오는 포르투갈이 지배하였다.
여진족이 건국한 청나라의 무능에 반발하여 태평 천국 운동이 일어났으나 진압되었다. 그 후 한족의 개혁파들에 의해 양무 운동과 변법 자강 운동이 차례로 일어났으나 반식민지로 전락한 중국은 힘이 없었고 열강의 지배와 간섭으로 실패했다. 한편 서태후 등 보수파의 사주로 반외세 운동인 의화단 운동을 일으켰으나 진압되었다. 그 후 신해혁명이 일어나 1912년에는 아시아 최초의 공화제 국가 중화민국이 탄생했다. 하지만 일본 제국에 의해 포섭되기도 하는 각지의 군벌에 의해 수많은 내전이 일어났고 몽골, 티베트의 독립 운동 등으로 말미암아 중화민국은 혼란에 싸여 분열되었다. 또한 일본 제국의 침략에 의해 중국 동부 지역을 잃고 난징이 유린을 당하며 중국 자체가 지배당할 뻔한 위험한 시기를 보냈다. 이 때 일본의 중국 정복에 대항하기 위해 러시아와 가까워졌으나 러시아 또한 중국에 조계지를 설치하고 중국 영토로 남하하며 영향력을 행사하였다. 1930년대에는 국공 내전(중국에서는 보통 “해방 전쟁”이라 칭함)과 중일 전쟁(중국에서는 보통 “항일전쟁”이라 칭함)이 발발하여 중국 각지가 전장이 되었다. 이 시기에는 중앙 정부가 2개 이상인 때에도 있었다.
많은 중국인 가난한 농민, 소작농 계급들로 구성된 중국공산당은 소련의 영향 아래에서 힘을 키웠고 그 후 중일 전쟁 중에 일본의 세력 아래에 있던 군벌들을 견제하기 위하여 소련의 영향력 아래에서 세력을 늘려 온 중국공산당은 계속되는 오랜 내전으로 군인들에 의해 반복되던 민간인에 대한 살인과 강간, 방화에 지친 중국인들의 민심을 얻었다. 1945년에 일본이 미국에 패망하고 나서 중국공산당은 중국 내에서 일어나던 국공 내전에서 승리를 거두고 1949년 10월 1일 중화인민공화국 정부를 세웠다. 중화인민공화국에서는 매년 10월 1일을 중화인민공화국 국경절로 정하고 이를 기념하고있다.

## 선사 시대

### 구석기 시대
호모 에렉투스는 180만 년에서 130만 년 전 사이 유라시아에 도착했으며, 수많은 아종의 흔적이 현재 중국에서 발연된다. 이중 가장 오래된 것은  170만 년 전c.의 남서쪽의 위안머우 원인(元谋人; 윈난성에 살았다.)으로, 덤불과 숲이 혼합된 환경에서 칼리코테륨, 사슴, 스테고돈, 소, 돼지,  파키크로쿠타 등과 함께 살았다. 이보다 비교적 더 알려진 베이징 원인(北京猿人; 기원전 70만 년 전에서 기원전 40만 년 전까지 베이징에서 살았다.)은 저우커우디안에서 긁개(scraper),  발부리(chopper)와 함께 발견되었으며, 조금 뒤 세대에는 새기개와 송곳도 발견되었다. 다른 호모 에렉투스 화석들은 북서쪽의 란톈 원인(蓝田人; 산시성에서 살았다.)을  포함해서 여러 지역에서 널리 발견되고 있으며, 랴오닝성 북부와 광둥성 남부에도 작은 고대 인류의 흔적들이 발견됐다. 많은 구석기 유물들의 날짜들은 오랫동안 논쟁거리가 되었으나, 현대의 자기 층서학에 의해 더 확실히 확립되었다. 예컨데, 마주안고는 166만 년에서 150만 년 전, 란포는 160만 년, 샤오창량과 시안타이는 136만 년 전, 반샨은 132만 년 전, 페이량은 120만 년 전, 그리고 동구투오는 110만 년 전에 형성되었다. 또한, 호모 에렉투스가 불을 썼다는 증거들은 180만 년 전에서 100만 년 전쯤 산시성 시후두의 유적에서 발생했다.
호모 에렉투스의 진화를 둘러싼 사건들에 대해서 여러 가지 가설들이 있다. 이 중 세가지 주요 이론들은 각각 아프리카 기원설, 다지역 기원설, 그리고 다른 가설들이 혼합되어 변형된 아프리카 기원설이 있다. 이와 별개로, 중국에서 최초의 현대인류는 후난성 다오현의 푸옌 동굴의 화석화된 이빨이 발견되었다는 것에 근거하여 12만 년 전에서 8만 년 전 사이에  살았다는 것으로 연대가 측정됐다. 이들과 같이 살았던 동물들로는 멸종된 아이루포다 바코니 판다, 크로쿠타 울티마 하이에나, 스테고돈, 거대 맥 등이 있다. 그리고 중기 구석기 시대 르발루아 기법의 흔적이 17만 년 전에서 8만 년 전 사이의 중국 남서부 관인동 동굴 유적지의 석기 유물군에서 발견되었다.

## 신대
삼황오제(三皇五帝)는 중국 신화에 나오는 고대의 전설적 제왕들이다. 삼황(三皇)은 복희씨(伏羲氏), 신농씨(神農氏), 여와씨(女媧氏)를 말하며, 오제(五帝)는 황제헌원(黃帝軒轅), 전욱고양(顓頊高陽), 제곡고신(帝嚳高辛), 제요방훈(帝堯放勳:陶唐氏), 제순중화(帝舜重華:有虞氏)를 지칭한다.

## 중국 문명
- 장강 문명(長江文明)
- 황하 문명(黄河文明)

### 선진 시대
중국에서는 이 시기를 ‘선진 시기’(先秦時期)라고도 한다. 하(夏) (기원전 21세기 - 기원전 17세기)의 경우 논란의 여지는 남아 있으나, 대체로 실존했던 국가로 받아들여지고 있다. 하를 무너뜨리고 세운 상(商) (기원전 17세기 - 기원전 11세기 중반)은 은허로 수도를 옮긴 이후에 은(殷)이라고도 부르며, 한때 신화로 알려졌었다. 하지만, 은허의 유적 발굴 이후 실존했던 국가로 인정되었다.
주(周) (기원전 1050년 경 - 기원전 256년)는 본래 상(은)나라의 제후국이었으나, 상(은)나라 말기 주왕(紂王)의 폭압으로 상(은)나라를 무너뜨리고 패권을 잡은 나라다. 이 때 주의 왕을 처음으로 ‘천자’(天子)라고 불렀다. 주의 패권은 춘추 전국 시대(春秋戰國時代) (기원전 770년 - 기원전 221년)가 되면서 약해지기 시작한다. 춘추 시대에는 여러 주나라의 제후국들이 주의 천자를 존중하고 각자의 세력을 다투던 시기로, 세력이 강한 제후국들 중에 주 왕실의 이름으로 천하를 호령한 제(齊)-환공(桓公), 진(晉)-문공(文公), 초(楚)-장왕(莊王), 오(吳)-합려(闔閭), 월(越)-구천(勾踐)의 5제후를 춘추 오패라고 부른다. 전국 시대로 들어서면서 천자에 대한 충성마저 약화되기 시작한 시기로, 진(秦), 한(韓), 제(齊), 위(魏), 조(趙), 연(燕), 초(楚)라는 전국 칠웅이 차례로 왕을 칭하고 오로지 천하 통일을 위해 질주하였다.

## 중화 제국
진 시황제는 기원전 221년에 스스로를 "황제"(황제)라고 선언했고 통치자들은 기원후 1911년 청나라의 마지막 황제가 퇴위할 때까지 이 용어를 계속 사용했기 때문에 이 기간을 전통적으로 중화 제국(Imperial China)이라고 부른다. 때로는 초기, 중기 및 후기의 세 하위 기간으로 나뉜다. 초기에는 진(秦)의 통일과 한(漢)으로의 교체, 제1분열(삼국시대) 후 진(晉)의 통일, 북중국의 상실 등이 있다. 중기에는 수(隋)의 통일과 당(唐), 제2분열(오대십국)이 포함된다. 후기 기간에는 송(宋), 원(元), 명(明), 청(淸)이 포함된다.
그러나 중화 제국이라는 용어와 이를 통한 초기, 중기, 후기 시대구분법은 구미학계에서 고안된 것으로, 절대적인 시대구분법은 아니라는 것에 주의할 필요가 있다. 또한 후기 중화 제국은 경우에 따라 송과 원을 포함하지 않고 명과 청만 넣기도 한다.

### 초기 중화 제국(Early Imperial China)

#### 진한 시기
진(秦) (기원전 221년 - 기원전 207년)은 한(韓), 제(齊), 위(魏), 조(趙), 연(燕), 초(楚)를 무너뜨리고 중국 본토를 통일하였다. 진은 이어 모든 제후국을 폐지하고 조정에서 직접 다스리는 군현제를 처음 실시하였다. 이어 진왕 영정은 처음으로 ‘황제’(皇帝)의 칭호를 사용하였다. 진(秦)나라의 무리한 통치와 폭압으로 각지에서 반란이 일어났다. 진나라는 진 이세황제의 치세에 몰락하여, 그 뒤 멸망하였고, 초한전을 거쳐 한나라가 중원을 통일한다. 한나라는 200년 넘게 유지된 중앙집권적 국가로 서양에 최초로 이름이 알려진 나라이기도 하다. 전한(前漢) (기원전 206년 - 서기 9년)은 한나라(전한)의 외척이었던 왕망이 황위를 찬탈하여 세운 신(新) (9년 - 23년)에 의해 잠시 명맥이 끊기나, 신나라는 급격한 개혁이 민중의 호응을 얻지 못하고 각지의 반란으로 망하였고, 한나라(전한)를 계승한 국가인 후한(後漢) (25년 - 220년)이 다시 통일 국가를 이루었으나, 화제 이후의 황권은 환관들과 외척들로 인하여 크게 약화되었다. 위에게 멸망당했다.

#### 위진 남북조 시기
대한민국에서는 삼국 시대(三國時代) (220년 - 280년)라고 하지만 중화민국과 중화인민공화국에서는 남북조 시대(南北朝時代) (439년 - 589년)까지 포괄하여 위진 남북조 시기라고 한다.
위(魏)는 조비가 후한의 황제로부터 직접 제위를 물려받은 국가로 중원 지역을 차지하였다. 촉(蜀) 후한 황실의 후예인 유비가 계승하였으나, 세력권은 서남 지방에 한정되었다. 한편 손권의 오(吳)는 독자적인 세력으로 장강 이남을 차지하였다. 위는 사마염의 서진(西晉) (265년 - 316년)에게 승계되며 서진이 삼국을 통일하게 되나, 초기부터 황실 분란인 팔왕의 난 등으로 혼란스럽다가, 흉노족의 전조에게 멸망당한다. 서진의 멸망 이후 서진이 있던 자리에 16개의 국가가 들어서 패권을 겨뤘으니 이를 십육국 시대(十六國時代) (316년 - 439년)라 한다. 비한족 국가인 전조(前趙)·후조(後趙)·전연(前燕)·후연(後燕)·남연(南燕), 관중(關中)에 있던 전진(前秦)·후진(後秦)·서진(西秦) 및 하투(河套)의 하(夏), 사천(四川)의 성한(成漢), 하서(河西)의 후량(後涼)·북량(北涼)·남량(南涼)과 한족 국가인 북연(北燕), 하서(河西)의 전량(前涼), 서량(西涼)이 있었으며, 전조, 후조, 전진(前秦) 등이 한때 큰 세력권을 과시했으나 결국 북조의 북위로 통합된다. 북위(北魏)는 선비족 탁발씨의 국가로, 3대 태무제의 시기에 화북을 통일하였다. 그러나 북위는 곧 동위(東魏)와 서위(西魏)로 분리되고, 동위는 북제(北齊), 서위는 북주(北周)로 이어진다. 북제는 이후 북주에 흡수되고, 북주는 왕실 외척인 양견에 의해 수(隋)로 국호를 바꾸게 된다.
한편 서진 황실의 계승을 천명한 동진(東晉)은 서진의 영토를 되찾으려 여러 차례 노력했으나 모두 실패한다. 세력권은 주로 장강 이남으로 한정되었다. 동진을 계승한 국가들이 이어진 왕조를 남조라고 하며, 송(宋)=유송(劉宋), 제(齊)=남제(南齊), 양(梁), 진(陳)이 있다. 수나라에게 멸망당한다.

### 중기 중화 제국(Mid-Imperial China)

#### 수·당 시기
수(隋) (581년 - 618년)는 북주의 외척인 양견에 의해 건국된 나라로, 남조의 진을 멸망시키고 통일하나, 무리한 원정과 과도한 세금 징수로 인해 건국한지 얼마 지나지 않아 멸망하였고, 당(唐) (618년 - 907년)으로 이어진다. 당나라는 비단길을 통한 유럽과의 교역을 활성화시켜 중국 고대 문화를 서양에 전파하였다. 한편 당나라의 황후이던 측천무후가 조정을 장악하고 아들인 당의 황제를 황태자로 격하시키고 국호를 잠시 주(周) (690년 - 705년)로 바꾼다. 측천무후의 반대파에 대한 대대적인 숙청으로 공포 정치를 펼쳤으나, 인재 중심의 정치 역시 펼쳐서 백성들의 삶이 어느 정도 안정되었다. 측천무후 이후 다시 국호를 당으로 바꾸게 된다. 후량에게 멸망당한다.

#### 오대십국시기
오대십국(五代十國) 시기 (907년 - 960년)는 화북의 정권을 다투던 5개의 대국과 나머지 10개의 소국이 혼재했던 시기이다.

### 후기 중화 제국(Late Imperial China)

#### 송
5대 10국의 혼란을 수습하고 송(宋) (960년 - 1279년)이 다시 중원을 통일하였다. 세계 최초로 지폐를 발행하였으며, 중국 역사상 최초로 상비 해군을 창설하였다. 또한 문화 정치를 펼친 왕조이기도 하다. 이 시기에는 쌀과 보리의 이모작이 확대되었으며, 예술, 사상 및 각종 실용기술의 발달이 두드러져, 문화적으로 풍요롭던 시기였다. 그러나 내몽골 지역과 만주 지역을 차지한 거란족이 세운 국가인 요(遼) (916년 - 1125년)에 의해 베이징 이북의 많은 지역을 빼앗기고, 요나라와 서하에 사실상의 조공을 납부하며 별 위세를 떨치지 못하다가, 요나라의 지배하에 있던 여진족이 요나라를 정복하고 세운 금(金) (1115년 - 1234년)에게 화북 지방을 빼앗기고 멸망한다. 이 때까지를 북송(北宋)시대라고 하고, 이후 북송의 황실을 계승한 왕조를 남송(南宋)이라고 한다. 몽골 제국과 함께 금나라를 멸망시키는 데에는 성공하지만, 몽골 제국을 계승한 원나라에 의해 멸망한다.

#### 원
원(元) (1271년 - 1368년)은 만주, 중앙아시아, 서남아시아, 동유럽까지 지배한 몽골 제국의 적장자인 쿠빌라이 칸이 몽골고원, 만주, 화북력들을 아우르는 지역의 한족식으로 세운 국가로, 남송을 멸망시키고 중국 본토를 장악하게 된다.

#### 명
그러나 주원장이 원나라를 몽골 고원으로 몰아내고 명(明) (1368년 -1644년)이라는 한족 왕조를 건국한다. 초기에는 외국과 교류하며 선진 문물을 과시했으나, 후기로 갈수록 임진왜란 등 외부 원정의 부담과 문화 침체로 쇠퇴하다가 사르후에서의 패배와 숭정제의 실책으로 멸망한다. 명나라의 몰락을 틈타 금나라의 후예인 만주족이 후금을 세워 중국을 다시 통일하였다.
한편 남명(南明) (1644년 - 1662년)은 멸망당한 명나라의 왕실을 계승한 나라로, 명의 부흥을 기도하였으나 청나라에 망하였다. 남명의 신하였던 정성공은 타이난으로 건너가 정씨왕국을 설립하여 청나라에 대항하지만 3대째에 복속당한다.

#### 청
청(淸) (1616년 - 1912년)은 후금을 계승한 왕조로, 초기에는 한족을 정책적으로 차별했으나, 전체적인 제도 및 왕조의 분위기는 명나라와 유사하였다. 양무 운동을 통해 근대 국가 진입을 시도하였으나 실패하고, 서구 열강 세력들의 이권침탈이 심화되면서 더욱 더 쇠퇴하고, 1912년에 신해 혁명으로 멸망한다. 청나라 소조정이 1912년부터 1924년까지 유지되었지만 결국 붕괴되었다. 그 사이에 청나라 복벽사건이 일어나서 1917년 7월 1일부터 청 황조가 복벽되었으나 1917년 7월 12일에 끝을 맺었다.

## 현대사

1912년부터 1928년까지 사용된 중화민국의 국기

1928년부터 사용 중인 중화민국의 국기

중화민국(中華民國) (1912년 - 현재)은 신해혁명의 성공으로 수립된/ 아시아 최초의 공화제 국가이다. 이후 각 지방의 실력자들이 군벌로 등장하였다. 특히 위안스카이는 자신이 거느리는 북양 군벌을 이끌고 쑨원으로부터 대총통 자리를 넘겨받았다. 위안스카이가 1916년 사망하자, 이후 그의 부하들이 할거했는데, 대표적으로 안휘파의 돤치루이, 직예파의 펑궈장, 차오쿤, 오패부, 봉천파의 장쭤린, 산시파의 옌시산 등이 중국 각지에서 할거하였다. 한편 중화민국 최초의 공화정 체제인 북양 정부는 1928년까지 존속했다. 그 후 북벌이 재개되고 모든 세력이 장제스가 이끄는 중국국민당 수중으로 들어왔다. 이로써 난징을 수도로 하는 중국국민당 주도의 국민 정부가 집권하게 되었다.

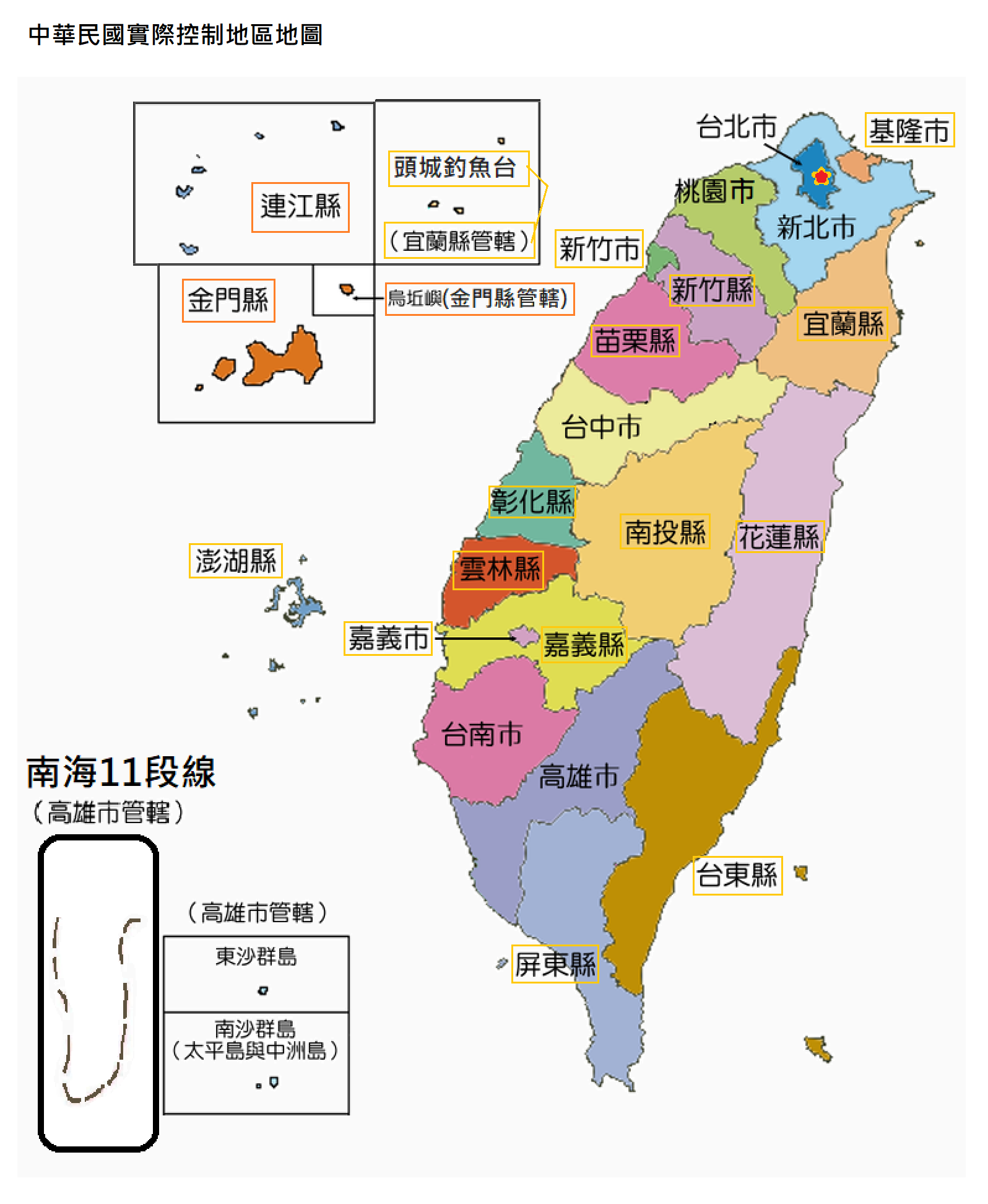
ROC실제 지도

한편 천두슈(陳獨秀)와 마오쩌둥(毛澤東)을 주축으로 하는 중국공산당이 농민들 사이에서 지지를 얻고 있었다. 중국국민당은 중국공산당과 제1차 국공 합작을 이루어냈으나, 북벌 과정에서 분열이 일어나, 국공 내전이 시작되었다. 국민 정부는 1931년 만주사변 이래 일본의 침략에 무저항주의를 택하고 오로지 '공산당 타도'에 중점을 두는 정책을 폈으나, 시안 사건을 계기로 제2차 국공합작이 성립되어 항일 민족 통일전선이 결성되었다. 중일전쟁 중에 수도 난징이 점령당하고 충칭을 임시 수도로 정해 옮겼지만, 끝내 일본 제국이 패망하자 난징으로 복귀하게 된다. 하지만 전후 처리 과정에서 내분이 생겨 제2차 국공 내전이 발발하였다. 한편 국공 내전 중에 정부는 새로운 중화민국 헌법을 통과시켜 국민 정부를 헌정 체제로 격상시킨다. 1949년 4월에 중국 인민해방군이 수도 난징을 점령하면서 중국공산당이 사실상 유리한 고지에 서게 된다. 기세를 몰아 중국공산당은 중국 대륙을 석권한 이후 공식적으로 중화인민공화국을 건국한다. 이 과정에서 중화민국 정부는 패닉 상태에 빠져, 국민당에 내분이 일어나 공산당 밑으로 들어가거나(중국국민당 혁명위원회) 타이완, 영국령 홍콩 또는 국외 등지로 피난하는 국민당 관계자도 속출했다. 한편 중국국민당은 장제스의 지도하에 현재의 타이베이시로 정부를 이전하여 지금까지 중화민국의 법통이 계승되고 있다. 냉전 시대에 한국 전쟁 덕분에 중화민국은 영토의 대부분을 잃었어도 국제적 위상이 거의 변함없었다. 그러나 점차 탈냉전 시대에 들어서게 되면서 실리 외교를 선호하는 세계 다수의 국가들은 중화인민공화국 쪽으로 기울었다. 현재 중화민국을 중국의 합법 정부로 승인하고 있는 나라 수는 대폭 감소했지만, 서로 중국의 정통성을 계승하는 유일한 합법 정부임을 자처하며 하나의 중국 원칙을 내세우고 있기 때문에 ‘두 개의 중국’으로 정부가 병립된 분단 국가로서 동아시아의 정치외교적인 문제로 확대되고 있다.
한편 일본 제국이 세운 괴뢰 정부로 왕징웨이 정권, 몽강연합자치정부, 만주국이 있으나 국민 정부에 통합된다.

중화인민공화국의 국기
비율 2:3

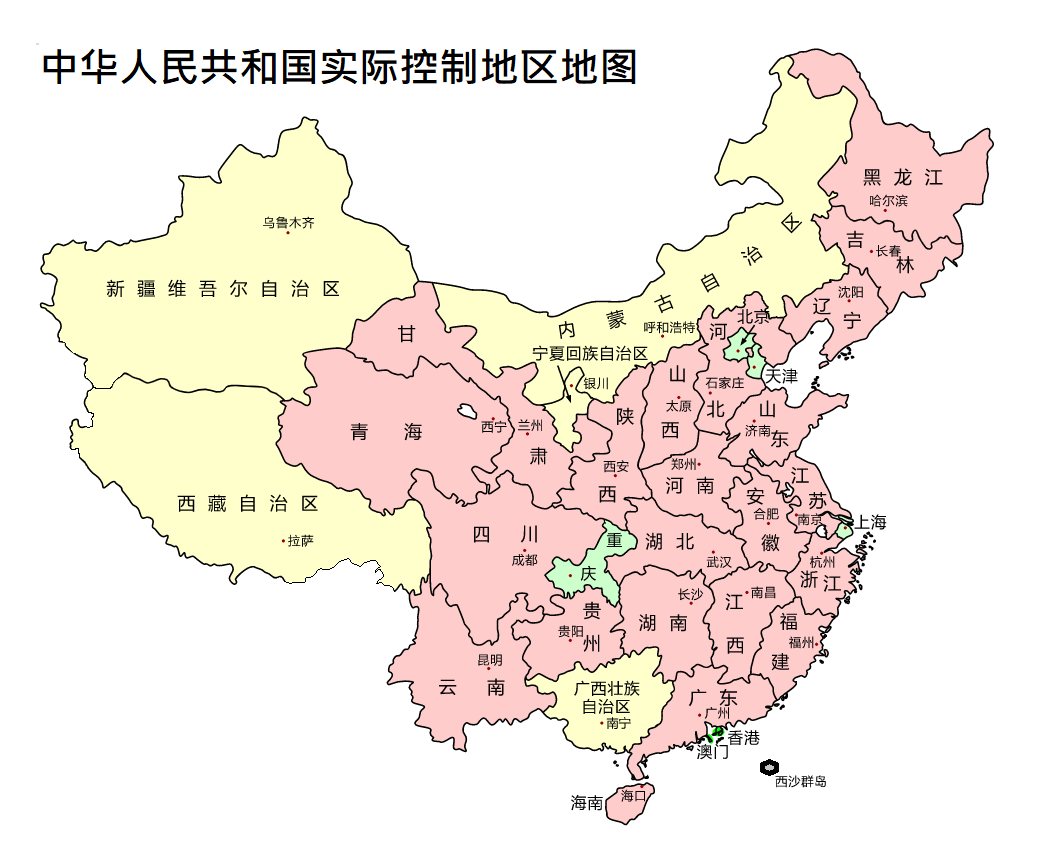
PRC실제 지도

국공 내전으로 1949년 10월 중국공산당의 주도로 중국 대륙에 사회주의 국가인 중화인민공화국(中華人民共和國) (1949년 - 현재)이 건국되었다. 소비에트 연방과의 유대 관계를 통해 여러 가지 경제 개혁을 시도하였으나 실패하였고, 국경 분쟁을 일으키는 등 소련과의 관계도 소원해진다. 1971년 유엔 총회 결의 제2758호를 통해 중화민국을 제치고 유엔에 입성하였으며 국제 사회로부터 널리 인정받게 된다. 1971년 '핑퐁외교'로 불리던 리처드 닉슨의 베이징 방문을 계기로, 마침내 1979년 중화민국의 강력한 후원국이던 미국과도 수교하게 된다. 덩샤오핑(중국어: 鄧小平) 이후 비약적인 경제 성장을 통해 경제 대국 반열에 진입하였다. 1990년대에 영국으로부터 홍콩을, 포르투갈로부터 마카오를 차례로 편입하였다. 2008년에는 베이징 하계 올림픽이, 2010년에는 상하이 엑스포가 개최되으며, 2022년에는 베이징 동계 올림픽이 개최되었다.

## 인구의 변천
아래의 데이터는 양학통의 《計劃生育是我國人口史發展的必然》(1980년)에 의한다.
| 시대           | 년대                         | 호수       | 인구              | 자료출처                |
| -------------- | ---------------------------- | ---------- | ----------------- | ----------------------- |
| 하나라(夏)     | 우 임금（기원전2205년 추정） |            | 13,553,923        | 《帝王世紀》            |
| 진나라(秦)     |                              |            | 20,000,000?       |                         |
| 전한           | 平帝元始2년（2년）           | 12,233,062 | 59,594,978        | 한서 지리지             |
| 신나라(新)     |                              |            | 20,000,000?       |                         |
| 후한           | 順帝建康원년（144년）        | 9,946,919  | 49,730,550        | 《冊府元龜》            |
| 진나라(晉)     | 武帝泰康원년（280년）        | 2,459,804  | 16,163,863        | 《晉書》 食貨志         |
| 수나라         | 煬帝大業2년（606년）         | 8,907,536  | 46,019,056        | 《隋書》 地理志・食貨志 |
| 당나라         | 玄宗天寶14년（755년）        | 8,914,709  | 52,919,309        | 《通志》                |
| 송나라         | 神宗元豊3년（1080년）        | 14,852,684 | 33,303,889        | 《宋史》 地理志         |
| 금나라         | 章宗明昌6년（1195년）        | 7,223,400  | 48,490,400        | 《金史》 食貨志         |
| 명나라         | 神宗萬曆6년（1570년）        | 10,621,436 | 60,692,850        | 《續文獻通考》          |
| 청나라         | 淸初（1644년）               |            | 45,000,000        |                         |
| 청나라         | 聖祖康熙50년（1711년）       |            | 100,000,000이상   |                         |
| 청나라         | 高宗乾隆27년（1762년）       |            | 200,000,000이상   |                         |
| 청나라         | 高宗乾隆55년（1790년）       |            | 300,000,000이상   |                         |
| 청나라         | 仁宗嘉慶17년（1812년）       |            | 333,700,560이상   | 《東華錄》              |
| 청나라         | 宣宗道光14년（1834년）       |            | 400,000,000이상   |                         |
| 중화민국       | 民国36년（1911 - 1949년）    |            | 455,590,000이상   | 《統計提要》            |
| 중화인민공화국 | 1949년 - 2003년              |            | 1,211,210,000이상 | 《中國統計年鑑》        |

## 같이 보기
- 주나라 가계도
- 중국의 기독교
- 중국의 이민족
- 조운 (제도)
- 대만의 역사
- 중국의 군주 목록